# Ainhoa Murua Zubizarreta
Ainhoa Murua Zubizarreta (Zarautz, 18 de juliol de 1978) és una triatleta basca, guanyadora d'una medalla de bronze en el Campionat Mundial de Triatló per Relleus de 2006, i dues medalles en el Campionat Europeu de Triatló, plata en 2012 i bronze en 2015.
Ha participat en tres Jocs Olímpics, aconseguint un diploma de setè lloc a Londres 2012 i quedant 24a Atenes 2004 i 28a a Pequín 2008.

## Palmarès internacional
| Campionat Mundial | Campionat Mundial | Campionat Mundial | Campionat Mundial |
| Any               | Lloc              | Medalla           | Competició        |
| ----------------- | ----------------- | ----------------- | ----------------- |
| 2006              | Cancún ( Mèxic)   | 3                 | Relleus           |
| Campionat Europeu |                   |                   |                   |
| Any               | Lloc              | Medalla           | Competició        |
| 2012              | Eilat ( Israel)   | 2                 | Individual        |
| 2015              | Ginebra ( Suïssa) | 3                 | Individual        |